# Síndrome de Landau-Kleffner
El síndrome de Landau-Kleffner (SLK, también llamado afasia infantil adquirida, afasia epiléptica adquirida o afasia con desorden convulsivo) es un raro síndrome neurológico infantil caracterizado por un desarrollo repentino o gradual de la afasia (incapacidad de entender o expresar el lenguaje) y un electroencefalograma con irregularidades. El síndrome afecta a las partes del cerebro que controlan la comprensión del lenguaje y el habla. Por lo general, se presenta en niños de entre los cinco y los siete años: se desarrollan como cualquier niño, pero pierden repentinamente sus destrezas lingüísticas. Mientras que muchos de los individuos afectados padecen ataques clínicos, algunos solamente tienen crisis epilépticas durante el sueño.[cita requerida]

## Diagnóstico diferencial
El síndrome puede ser difícil de diagnosticar y confundirse con autismo, trastorno generalizado del desarrollo, alteración auditiva, discapacidades del aprendizaje, desorden de procesamiento auditivo/verbal, trastorno por déficit de atención, retraso mental, esquizofrenia infantil o problemas emocionales o de comportamiento.

## Tratamiento
El tratamiento para el SLK suele consistir en la administración de medicamentos, como antiepilépticos y corticosteroides, y terapia del habla, la cual debe comenzar lo más pronto posible. Un controvertido tratamiento emplea una técnica quirúrgica llamada transección subpial múltiple, en la cual se realizan múltiples incisiones a través de la parte afectada de la corteza cerebral, seccionando los tractos axón-axonales en la materia blanca subyacente.

## Pronóstico
El pronóstico varía. Algunos niños pueden presentar un trastorno lingüístico severo permanente, mientras que otros pueden recobrar muchas de sus capacidades (aunque ello puede llevar meses o años). En algunos casos, puede sobrevenir una remisión y posterior recaída. El pronóstico mejora cuando el trastorno comienza a partir de los 6 años de edad y cuando se empieza pronto la terapia de habla. Los ataques suelen desaparecer al llegar a la edad adulta.[cita requerida]